# Джоллі (Айова)
Джоллі (англ. Jolley) — місто (англ. city) в США, в окрузі Калгун штату Айова. Населення — 28 осіб (2020).

## Географія
Джоллі розташоване за координатами 42°28′46″ пн. ш. 94°43′6″ зх. д. / 42.47944° пн. ш. 94.71833° зх. д. (42.479448, -94.718260).  За даними Бюро перепису населення США в 2010 році місто мало площу 0,30 км², уся площа — суходіл.

## Демографія
Згідно з переписом 2010 року, у місті мешкала 41 особа в 21 домогосподарстві у складі 12 родин. Густота населення становила 138 осіб/км².  Було 33 помешкання (111/км²).
Расовий склад населення:
| - 100,0 % — білих |

До двох чи більше рас належало 0,0 %. Частка іспаномовних становила 4,9 % від усіх жителів.
За віковим діапазоном населення розподілялося таким чином: 14,6 % — особи молодші 18 років, 73,2 % — особи у віці 18—64 років, 12,2 % — особи у віці 65 років та старші. Медіана віку мешканця становила 49,6 року. На 100 осіб жіночої статі у місті припадало 156,2 чоловіків;  на 100 жінок у віці від 18 років та старших — 169,2 чоловіків також старших 18 років.
Середній дохід на одне домашнє господарство  становив 32 988 доларів США (медіана — 27 500), а середній дохід на одну сім'ю — 36 408 доларів (медіана — 28 750). За межею бідності перебувало 2,7 % осіб, у тому числі 0,0 % дітей у віці до 18 років та 0,0 % осіб у віці 65 років та старших.
Цивільне працевлаштоване населення становило 12 особи. Основні галузі зайнятості: освіта, охорона здоров'я та соціальна допомога — 75,0 %, будівництво — 16,7 %, сільське господарство, лісництво, риболовля — 8,3 %.